# Uranus (Planet)
Der Uranus (IPA: [ˈuːʁanʊs] anhörenⓘ) (Latinisierung von altgriechisch οὐρανός uranós, deutsch ‚Himmel‘) ist von der Sonne aus mit einer durchschnittlichen Sonnenentfernung von 2,9 Milliarden Kilometern der siebte Planet im Sonnensystem und wird zu den Eisriesen gerechnet. Er wurde am 13. März 1781 von Wilhelm Herschel entdeckt und ist nach dem griechischen Himmelsgott Uranos benannt. Er ist damit als einziger Planet nach einer Gottheit der griechischen Mythologie benannt.
Der Durchmesser dieses Gasplaneten ist mit 51.000 Kilometern etwa viermal so groß wie der Durchmesser der Erde; das Volumen ist etwa 63-mal so groß wie das der Erde. Physisch ist Uranus dem Neptun ähnlich und nimmt nach ihm mit rund 14 Erdmassen in der Massenrangfolge im Sonnensystem unter den Planeten den vierten Platz ein. Hinsichtlich des Durchmessers liegt er knapp vor Neptun auf Rang drei – nach Jupiter und Saturn.
Das astronomische Symbol des Uranus ist dem Marssymbol ähnlich. Im Unterschied zu diesem hat der Kreis einen Zentralpunkt, und der Pfeil auf dem Kreis steht senkrecht. Ein anderes, hauptsächlich in der Astrologie verwendetes Uranussymbol ist .
Uranus ist nur unter sehr günstigen Umständen freiäugig sichtbar, im kleinen Fernglas aber schon gut zu sehen. Seine blassgrüne Scheibe ist von der Erde aus betrachtet etwa 3,5″ groß. Mit Stand 2024 befand sich Uranus aus Perspektive der Erde im Sternbild Stier und ist damit am Herbst- und Winterhimmel gut zu beobachten. Er läuft auf der Ekliptik um gut 4° pro Jahr nach Osten.

## Umlaufbahn und Rotation

### Umlaufbahn
Uranus läuft auf einer annähernd kreisförmigen Umlaufbahn mit einer Exzentrizität von 0,0457 zwischen Saturn und Neptun um die Sonne. Sein sonnennächster Punkt, das Perihel, liegt bei 18,324 AE und sein sonnenfernster Punkt, das Aphel, bei 20,078 AE. Mit fast 3 Mrd. km Abstand hat er etwa die doppelte Entfernung zur Sonne wie der nächstinnere Planet Saturn. Dieser Bahnradius passt genau zur 1766 formulierten Titius-Bode-Reihe, so dass die Entdeckung des Uranus als Bestätigung der damaligen, von Kepler begründeten Sicht einer „Weltharmonie“ galt.
Die Bahnebene ist mit 0,772° nur wenig gegen die Erdbahnebene geneigt und hat damit im Vergleich mit den anderen Planeten die geringste Inklination. Für einen Umlauf um die Sonne benötigt Uranus etwa 84 Jahre. Bei einer mittleren Bahngeschwindigkeit von 6,81 km/s braucht er rund zwei Stunden, um seinen eigenen Durchmesser zurückzulegen (die Erde braucht etwa sieben Minuten).

### Rotation
Uranus rotiert in 17 Stunden 14 Minuten und 52 Sekunden einmal um seine Achse. Wie bei allen Riesenplaneten wehen in der Hochatmosphäre starke Winde in Rotationsrichtung. In südlichen Breiten (etwa 60°) bewegt sich die sichtbare Atmosphäre viel schneller und die Rotationsdauer ist dort mit 14 Stunden entsprechend kürzer.
Als Besonderheit liegt die Rotationsachse des Planeten annähernd in seiner Bahnebene, er „rollt“ gewissermaßen auf dieser voran, wenn die Achse in Richtung Sonne zeigt. Die Achsneigung gegen das Bahnebenenlot beträgt 97,77°, so dass Uranus rückläufig rotiert. Als Folge dieser Neigung ist nach jedem halben Umlauf (zu den Solstitien) einmal die Nordhalbkugel und einmal die Südhalbkugel der Sonne zugewandt. Mit Ausnahme einer schmalen Äquatorregion ist es dann auf den jeweiligen Halbkugeln überall hell bzw. dunkel (vergleichbar mit Polartag und Polarnacht in den irdischen Polarregionen).
Als Voyager 2 am 24. Januar 1986 an Uranus vorbeiflog, stand die Sonne annähernd über dessen Südpol. 2007 lag sie zur Tag-und-Nacht-Gleiche kurz in seiner Äquatorebene.
Die Ursache der starken Achsneigung ist unbekannt. Die verbreitetste Hypothese nimmt eine Kollision mit einem großen Protoplaneten während der Entstehungsphase an. Nach Computersimulationen müsste Uranus während seiner Entstehung und der Bildung seines Mond- und Ringsystems von zwei oder mehr Himmelskörpern oder von einem Protoplaneten mit der doppelten Erdgröße getroffen worden sein, um die Neigung des gesamten Uranussystems zur Umlaufbahn des Planeten zu erklären.

## Physikalische Eigenschaften
Uranus hat eine für Riesenplaneten typisch niedrige Dichte von 1,27 g/cm³. Der Äquatordurchmesser entspricht mit 51.118 km reichlich dem vierfachen Erddurchmesser. Aufgrund der schnellen Rotation, verstärkt durch die geringe Dichte, weist Uranus mit einem Poldurchmesser von 49.946 km eine deutliche Abplattung von 1:44 auf. Er ist nach Jupiter und Saturn der drittgrößte Planet des Sonnensystems, jedoch auf Grund seiner geringen Dichte weniger massereich als Neptun.
Im Strukturmodell wird Uranus als flüssiger Planet mit einer gasförmigen oberen Schicht oder Atmosphäre betrachtet, die nicht klar nach unten begrenzt ist. Da sich der Druck mit zunehmender Tiefe über den kritischen Punkt erhöht, geht die Gashülle ohne Phasenübergang vom gasförmigen in einen flüssigen Zustand über. Als Oberfläche wurde derjenige Bereich definiert, bei dem der Druck 1 bar groß ist. Die Schwerkraft macht auf der Ein-Bar-Ebene rund 90 % der Erdschwere aus.
Obwohl Uranus anteilmäßig mehr schwerere Elemente (schwerer als Wasserstoff und Helium) als Jupiter aufweist, ist seine Dichte auf Grund seiner geringeren Masse und geringeren Drücken im Inneren (800 GPa; Jupiter: 3000…4500 GPa) geringer als die des Jupiters.

### Obere Schichten

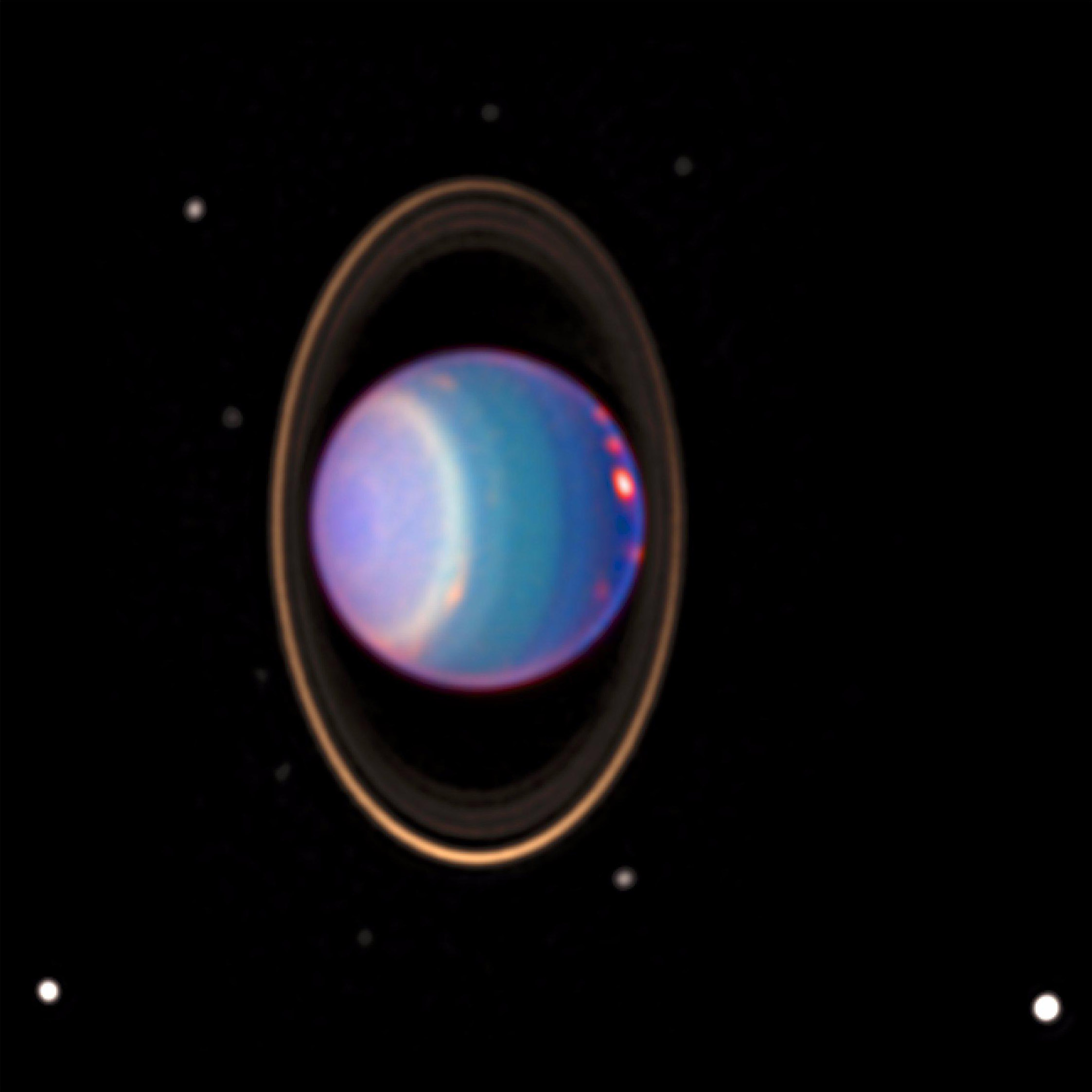
Uranus mit Wolken, Ringen und Monden im nahen Infrarot; eine Aufnahme des Hubble-Weltraum-Teleskops von 1998 in Falschfarbendarstellung

Die Hauptbestandteile der oberen Schichten der Gashülle sind molekularer Wasserstoff mit 82,5 ± 3,3 Vol-%, atomares Helium mit 15,2 ± 3,3 Vol-% und etwa 2,3 Vol-% Methan. Das Massenverhältnis Helium:Wasserstoff ist mit 0,26 sehr nahe dem ursprünglichen Massenverhältnis in der Sonne von 0,27. Als Nebenbestandteil folgt Deuterium mit etwa 148 ppm Volumenanteil. Als Aerosole werden Ammoniakeis, Wassereis, Ammoniumhydrogensulfid und Methaneis diskutiert. Wasserstoff kann (von der Erde aus) im Spektrum des Sonnenlichtes, das durch die planetarischen Wolken gestreut wird, nachgewiesen werden. Das Verhältnis Wasserstoff zu Helium konnte durch die Refraktion (Brechung) der Radiosignale von Voyager 2 durch die Atmosphäre bestimmt werden, als die Sonde den Funkschatten des Planeten durchflog.
Das Sonnenlicht wird von den oberen Wolkenschichten reflektiert. Diese befinden sich unter einer Schicht aus Methangas. Wenn das reflektierte Licht diese Schicht durchquert, wird durch das Methangas der rötliche Teil des Lichtes absorbiert, während der blaue Anteil ungehindert passieren kann. Dadurch erscheint Uranus blaugrün.
Beim Aufbau der Atmosphäre können drei Schichten unterschieden werden: Die Troposphäre in Höhen zwischen −300 und 50 km und Drücken von 100 bis 0,1 bar. Die Stratosphäre befindet sich in Höhen zwischen 50 und 4000 km und die Drücke betragen 0,1 bis 10−10 bar. Die Thermosphäre (Korona) erstreckt sich von 4000 km bis zu 50.000 km über der Oberfläche. Es gibt keine Mesosphäre.

#### Troposphäre

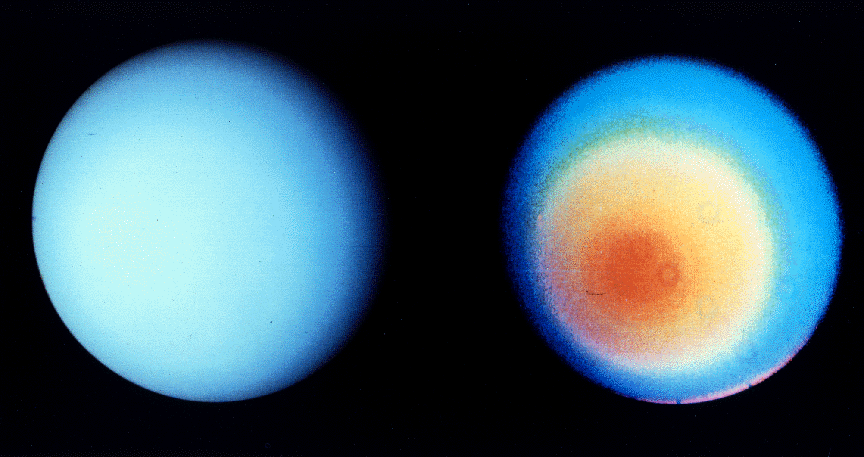
Uranus’ südliche Hemisphäre (Voyager 2)
links: im sichtbaren (orange, grün, blau); rechts: in kurzwelligen Spektralbereichen (orange, violett, UV). Letztere zeigen Uranus’ dezente Wolkenbänder und eine atmosphärische „Haube“.

Die Troposphäre ist der unterste und dichteste Teil der Atmosphäre. Mit steigender Höhe fällt ihre Temperatur ab. Am unteren Ende der Troposphäre, das etwa 300 km unter dem Ein-Bar-Level liegt, beträgt die Temperatur etwa 320 K. Bis zum oberen Bereich der Troposphäre, der sich in 50 km Höhe befindet, fällt die Temperatur auf etwa 53 K ab. Sie enthält fast die gesamte Masse der Atmosphäre und ist auch für den Großteil der planetarischen Wärmeausstrahlung (ferne Infrarotstrahlung) verantwortlich.
Die Wolken bestehen anscheinend aus Partikeln gefrorenen Methans, das als heißes Gas aus tieferen Lagen aufgestiegen und in den äußeren Schichten kondensiert ist. Es wird vermutet, dass Wasser die unteren Wolken bildet, während die oberen Wolken eher aus Methan bestehen. Die Windgeschwindigkeiten betragen bis zu 200 m/s beziehungsweise rund 700 km/h. Die Temperatur beträgt bei 1 bar etwa 76 K (−197 °C), bei 0,1 bar beträgt sie 53 K (−220 °C).
Seine effektive Temperatur liegt bei nur 58,1 K (−214 °C), kaum mehr als die des entfernteren Neptun. Diese Strahlungstemperatur ist die Temperatur, welche die Uranusatmosphäre im Bereich von 0,4 bar aufweist. Die niedrigste Temperatur in der Atmosphäre wird bei 70 mbar mit 52 K (−221 °C) gemessen.

#### Stratosphäre
In der Stratosphäre, der mittleren Schicht der Uranusatmosphäre, erhöht sich im Allgemeinen die Temperatur mit der Höhenlage. An der unteren Grenze bei 50 km (bei der Tropopause) sind es noch 53 K, während die Temperatur in 4000 km Höhe (an der Grenze zur Thermosphäre) schon 800 bis 850 K beträgt. Ursache für die Erhitzung der Stratosphäre ist die Absorption von solarer UV- und IR-Strahlung durch Methan und andere Kohlenwasserstoffe, die sich in diesem Teil der Atmosphäre als Ergebnis der Methanphotolyse bilden. Der Wärmetransport von der heißen Thermosphäre könnte ebenfalls dazu wirken. Die Kohlenwasserstoffe besetzen einen relativ engen Bereich in Höhen von 100 bis 280 km. Dabei beträgt der Druck etwa 10 bis 0,1 mbar und die Temperaturen liegen zwischen 75 und 170 K.
Ethan und Ethin (Acetylen) neigen dazu, im kälteren unteren Bereich der Stratosphäre und in der Tropopause nebelige Schichten zu formen. Sie könnten teilweise für die detailarme Erscheinung des Uranus verantwortlich sein. Die Konzentration von Kohlenwasserstoffen ist in der Stratosphäre Uranus’ oberhalb dieser Nebel wesentlich niedriger als in den Stratosphären der anderen Riesenplaneten des Sonnensystems. Dies und die schwache vertikale Durchmischung über der Nebelschicht machen die Stratosphäre des Uranus durchsichtiger und als Ergebnis kälter als die der anderen Riesenplaneten.

#### Thermosphäre und Korona
Die äußerste Schicht der Atmosphäre Uranus’ ist die Thermosphäre und Korona. Sie weist eine einheitliche Temperatur von 800 bis 850 K auf. Dies ist viel höher als die 420 K in der Thermosphäre des Saturn. Die Wärmequellen hierfür sind nicht bekannt. Weder solares ultraviolettes Licht noch Polarlichtaktivitäten können genug Energie zur Verfügung stellen. Verringerte Wärmeabstrahlung aufgrund des Mangels an Kohlenwasserstoffen in der oberen Stratosphäre könnte zur Aufrechterhaltung der hohen Temperatur beitragen. Zusätzlich zu molekularem Wasserstoff enthalten Thermosphäre und Korona einen großen Anteil an freien Wasserstoffatomen. Deren geringe molekulare Masse könnte zusammen mit den hohen Temperaturen erklären, warum sich die Korona so weit (50.000 km oder zwei Uranusradien) vom Planeten weg ausdehnt. Diese erweiterte Korona ist ein einzigartiges Merkmal von Uranus. Die Korona bremst die kleinen Partikel ab, die Uranus umkreisen. Als Folge dessen sind die Ringe des Uranus sehr staubarm.

#### Ionosphäre
Die Ionosphäre des Uranus entspricht seiner Thermosphäre zusammen mit dem oberen Teil der Stratosphäre. Hauptsächlich weiß man über die Ionen durch Messungen von Voyager 2 Bescheid, sowie durch Infrarot-Emissionen des H3+-Ions, die von erdgebundenen Teleskopen festgestellt wurden. Die Beobachtungen zeigen, dass die Ionosphäre Höhen zwischen 2.000 und 10.000 km besetzt. Sie wird hauptsächlich von der UV-Strahlung der Sonne aufrechterhalten und ihre Dichte hängt von der Sonnenaktivität ab. Die Aktivität der Aurora (Polarlicht) ist nicht so auffällig wie bei Jupiter und Saturn. Die obere Ionosphäre (die Region der Thermosphäre) ist die Quelle der UV-Emission von Uranus, die als „Tagesglühen“ oder „Elektroglühen“ bekannt ist. Diese geht ebenso wie die IR-Strahlung der H3+-Ionen nur von der sonnenbeleuchteten Seite des Planeten aus. Dieses rätselhafte Phänomen, das bei den Thermosphären aller Riesenplaneten auftritt, wird nun als eine UV-Fluoreszenz von atomarem und molekularem Wasserstoff gedeutet, die von Sonnenstrahlen mit einer möglichen Beteiligung von Photoelektronen angeregt wird.

### Innerer Aufbau

Innerer Aufbau

Unter der dichten, gasförmigen Wasserstoff-Methan-Hülle besteht Uranus aus teilweise verflüssigten Gasen, Eis und möglicherweise einem kleinen Gesteinskern. Die Gashülle geht durch Kompression in eine „Kruste“ aus Wasserstoff und Helium über, die etwa 30 % des Planetenradius ausmacht. Die Masse dieser oberen Schicht macht etwa die 0,5- bis 1,5-fache Erdmasse aus.
Der etwas dickere Mantel aus Wasser, Methan und Ammoniak hat vermutlich die Konsistenz von Eis und beinhaltet den Großteil der Masse des Uranus. Diese dichte Flüssigkeit, die elektrisch sehr leitfähig ist, wird manchmal auch Wasser-Ammoniak-Ozean genannt.
Dieser Mantel umschließt einen kleinen, eventuell flüssigen Kern aus Silizium und Eisen mit einer der Erde vergleichbaren Masse.
Dieser Aufbau ist mit dem des Neptun vergleichbar, unterscheidet sich aber deutlich von den Riesenplaneten Jupiter und Saturn. Diese haben anteilmäßig mehr Wasserstoff und weniger Helium (ähnlich wie die Sonne), und ihre Mäntel bestehen großteils aus metallischem Wasserstoff. Die Kerne von Uranus und Neptun ähneln jenen von Jupiter und Saturn, jedoch fehlt die stark komprimierte Hülle aus Wasserstoff. Im Zentrum des Uranus dürfte ein Druck von rund acht Millionen bar bei einer Temperatur von etwa 5000 °C herrschen.
Der extreme Druck und die Temperatur im Uranus können die Methanmoleküle aufbrechen, wobei die Kohlenstoffatome zu Diamantkristallen kondensieren, die durch den Mantel in Richtung Planetenkern fallen. Dieser Vorgang ähnelt dem Diamantenregen, von dem Wissenschaftler annehmen, dass er auf Jupiter, Saturn und Neptun existiert. Höchstdruckexperimente am Lawrence Livermore National Laboratory deuten darauf hin, dass die Basis des Mantels einen Ozean aus metallischem flüssigem Kohlenstoff umfassen könnte, möglicherweise mit schwimmenden festen „Diamantbergen“.
Man vermutet, dass die Materie des Uranus relativ gleichmäßig verteilt ist. In Bezug auf interne Wärmequellen galt er bis Mitte 2025 als eine Ausnahme unter den äußeren Planeten. Es war bis dato aus unerklärlichen Gründen kein Wärmevorrat mehr aus der ursprünglichen Kontraktion und Stofftrennung vorhanden. Eine mögliche Erklärung für das Fehlen der inneren Wärmequelle bestand darin, dass infolge des Einschlags, der seine Rotationsachse kippte, der Großteil der ursprünglichen inneren Hitze verloren ging. Einer anderen Theorie zufolge existieren in den oberen Schichten einige Barrieren, die den Wärmetransport aus dem Inneren behindern. Seine Energiequelle ist so zum größten Teil lediglich absorbierte Sonnenstrahlung, denn er strahlt im Unterschied zu den anderen Riesenplaneten kaum mehr Wärme ab, als er von der Sonne erhält. Eine im Sommer 2025 veröffentlichte Untersuchung eines Forschungsteams um Patrick Irwin von der britischen University of Oxford stellte fest, dass er mehr Sonnenlicht in den Weltraum zurückwirft als bislang angenommen. Daraus ergab sich dann ein Wärmeüberschuss von 15 Prozent.

### Wetter

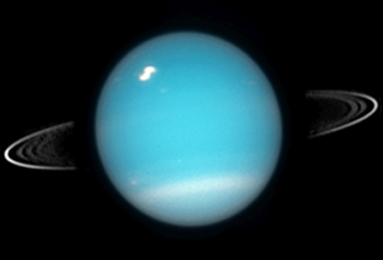
Uranus: Ringe, der südliche „Collar“ und eine helle Wolke in der nördlichen Hemisphäre sind sichtbar. (HST, 2005)

Bilder von Voyager 2 zeigten 1986 im sichtbaren Spektrum praktisch keine Oberflächendetails. Man sah kaum Wolkenbänder oder Stürme, wie man sie sonst auf anderen Riesenplaneten beobachten kann. Die in Richtung der Rotation schnell wehenden Wolkenbänder waren nur sehr schwach ausgeprägt. Eine mögliche Erklärung für dieses vergleichsweise ruhige Wetter und die unauffälligen Wolkenformationen könnte in der schwachen inneren Wärmequelle des Uranus liegen.

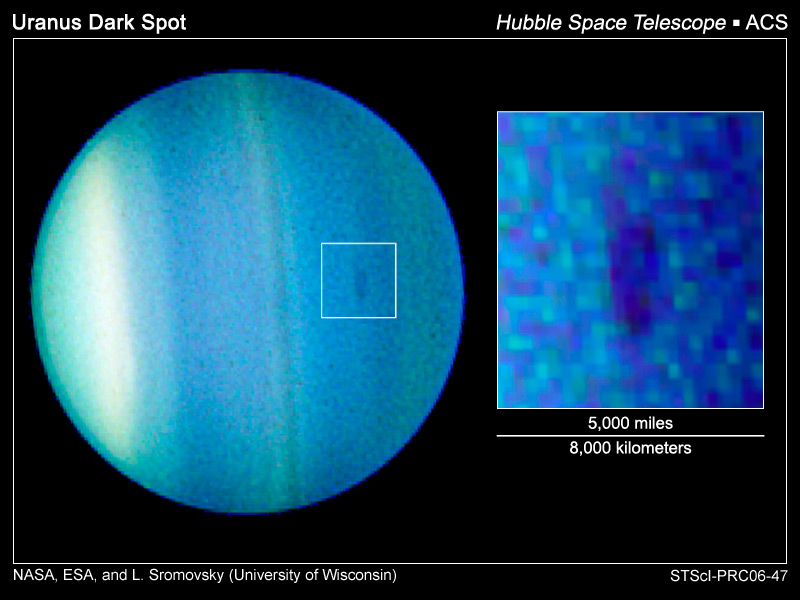
Der erste auf Uranus beobachtete dunkle Fleck. Das Bild wurde 2006 auf dem HST von der „Advanced Camera for Surveys“ (ACS) aufgenommen.

Während des Vorbeifluges von Voyager 2 stand die Sonne über dem Südpol. Dennoch war Uranus aus unbekannten Gründen am Äquator wärmer als am sonnigen Pol. Daraus hatten die Wissenschaftler errechnet, dass sogar der dunkle Pol etwas wärmer ist als der von der Sonne bestrahlte. Die Temperaturen in der Atmosphäre sind durch diese sehr langsame Abkühlung – und andererseits sehr langsame Erwärmung – erstaunlich ausgeglichen.
Die südliche Hemisphäre kann in zwei Regionen aufgeteilt werden: Eine helle Polarkappe und dunklere äquatoriale Bänder. Die Grenze ist etwa bei 45° südlicher Breite. Ein schmales Band, das den Planeten zwischen dem 45. und 50. südlichen Breitengrad umspannt, ist das hellste große Merkmal auf der Oberfläche des Planeten. Es wird der südliche „Collar“ genannt. Die Polarkappe und der „Collar“ sind möglicherweise eine dichte Region von Methanwolken. Jedoch konnten am Beginn des 21. Jahrhunderts, als die Region der Polarkappe ins Sichtfeld kam, das Hubble-Weltraumteleskop und das Keck-Teleskop auf Hawaii weder einen „Collar“ noch eine Polarkappe in der nördlichen Hemisphäre beobachten. Deshalb erscheint Uranus asymmetrisch: hell in der Nähe des Südpols und einheitlich dunkel in der Region nördlich des südlichen „Collars“.
In den letzten Jahren nähert sich Uranus seinem Äquinoktium und damit wird die Nordhalbkugel zunehmend beleuchtet. Als Folge dieser erhöhten Sonneneinstrahlung zeigen neuere Aufnahmen des Hubble-Weltraumteleskops viel stärker ausgebildete Bänder und erhöhte Wetteraktivität in der nördlichen Hemisphäre. Demnach herrschen in der Atmosphäre des Riesenplaneten, trotz seiner großen Entfernung von der Sonne, ausgeprägte Jahreszeiten. Er empfängt nur ein Vierhundertstel der Sonnenwärme, die die Erde empfängt. Die Sonne erscheint von ihm aus nur als eine winzige Scheibe. Dennoch strahlt sie immer noch 1100-mal heller, als der Vollmond von der Erde aus erscheint.
Bilder des Keck-Observatoriums zeigten im Jahr 2004, dass sich Wirbelstürme teilweise über viele Monate lang halten. In der nördlichen Hemisphäre entdeckten die Forscher eine rund 29.000 km lange Wolkenformation. Dies war die größte bislang beobachtete Wolkenstruktur. Sie hatte sich jedoch schon einen Monat später wieder aufgelöst. Langlebiger zeigte sich ein großer Sturm in der südlichen Hemisphäre, der sich schon seit mehreren Jahren aus unbekannten Gründen über fünf Breitengrade hinweg auf und ab bewegte.
2014 konnten die Stürme sogar von Amateuren mit dem Teleskop beobachtet werden, so auffällig waren sie geworden.

### Magnetfeld

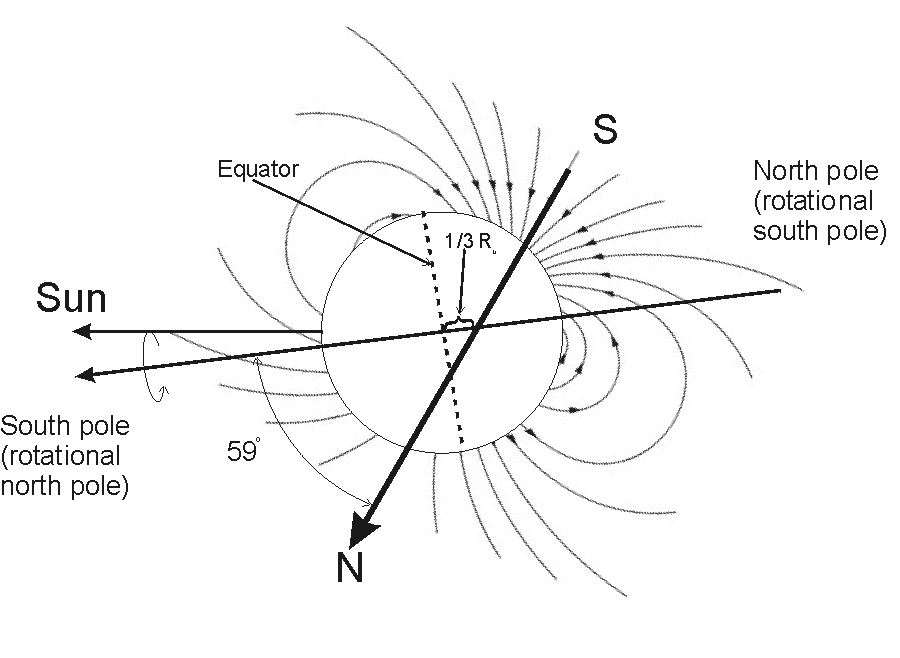
Uranus’ Magnetfeld, wie es 1986 von Voyager 2 gesehen wurde: N und S sind der magnetische Nord- und Südpol.

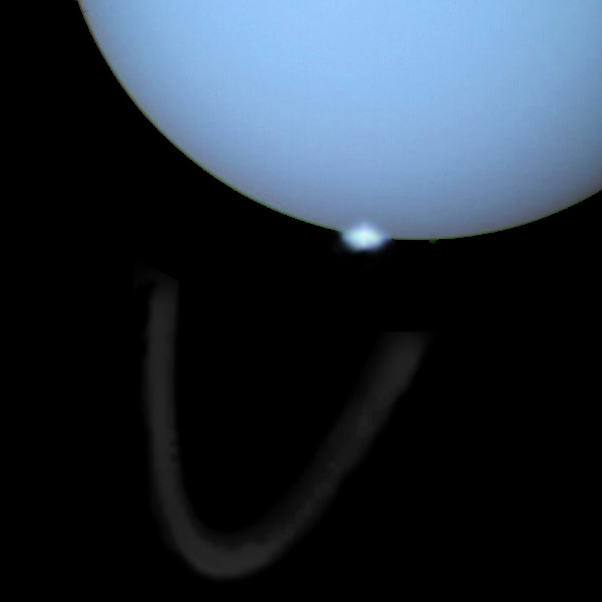
Eine Aurora auf Uranus auf Höhe der Ringe. Fotomontage aus Aufnahmen von Voyager 2 (Planet), HST (Aurora) und Gemini-Observatorium (Ringe)

Das Magnetfeld von Uranus ist ungewöhnlich und hat die Form eines Quadrupols mit 2 Nord- und 2 Südpolen. Ein Polpaar ist um fast 60° gegenüber der Rotationsachse geneigt und hat seinen Ursprung nicht im Zentrum des Planeten, sondern ist um ein Drittel des Planetenradius nach Süden hin versetzt. Vermutlich wird es durch Bewegungen in nicht allzu großer Tiefe erzeugt, möglicherweise durch ionisiertes Wasser. Neptun hat ein ähnlich geformtes und verschobenes Magnetfeld, was darauf hindeutet, dass die starke Abweichung nichts mit der Größe der Achsenneigung zu tun hat. Die Magnetosphäre von Uranus ist über seiner Nachtseite durch die Rotation korkenzieherartig verwirbelt.
Die ungewöhnliche Geometrie resultiert in einer hoch asymmetrischen Magnetosphäre, bei der die Stärke des magnetischen Feldes in der südlichen Hemisphäre bis zu 0,1 Gauß (10 μT) gering sein, in der nördlichen Hemisphäre bis zu 1,1 Gauß (110 μT) stark sein kann. Das durchschnittliche Feld auf der Oberfläche beträgt 0,23 Gauß (23 μT). Im Vergleich dazu ist das magnetische Feld der Erde an beiden Polen etwa gleich stark, und ihr „magnetischer Äquator“ ist annähernd parallel mit ihrem physikalischen Äquator. Das Dipolmoment von Uranus ist 50-mal stärker als das der Erde.
Die Magnetosphäre enthält geladene Teilchen: Protonen und Elektronen und einen kleinen Anteil an H2+-Ionen. Der Partikelfluss ist hoch genug, um ein Verdunkeln oder eine Erosion der Mondoberflächen in einem astronomisch kurzen Zeitraum von 100.000 Jahren zu bewirken. Dies könnte die Ursache für die einheitlich dunkle Färbung der Monde und der Ringe sein.
Uranus hatte beim Vorbeiflug von Voyager 2 relativ gut entwickelte Aurora-Erscheinungen, die als helle Bögen um die magnetischen Pole gesehen werden.
Das Hubble Space Telescope konnte im Jahr 2011 kleine runde Erscheinungen auf der Uranus-Tagseite beobachten, die nur wenige Minuten andauerten. Damit haben sich Uranus-Erscheinungen seit dem Vorbeiflug von Voyager 2 deutlich verändert, was wohl damit zusammenhängt, dass die Planetenachse und damit das Magnetfeld zur Sonne anders orientiert sind als beim Vorbeiflug von Voyager 2.

## Ringsystem

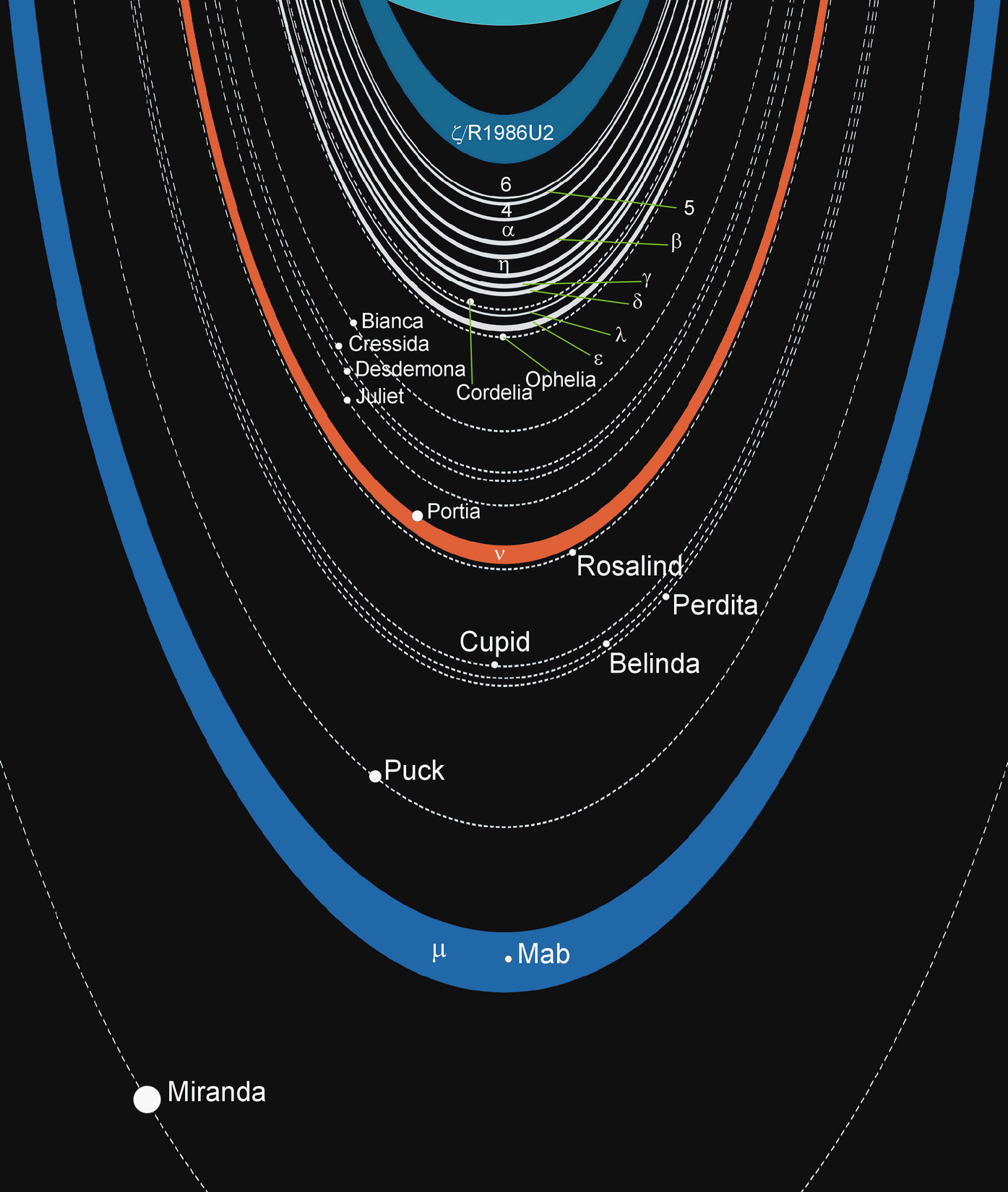
Ringsystem des Uranus

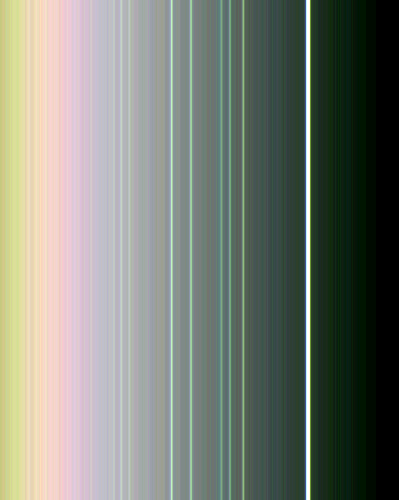
Aufnahme der Uranusringe durch Voyager 2 aus dem Jahr 1986 (als Falschfarbenbild), rechts der Epsilon-Ring

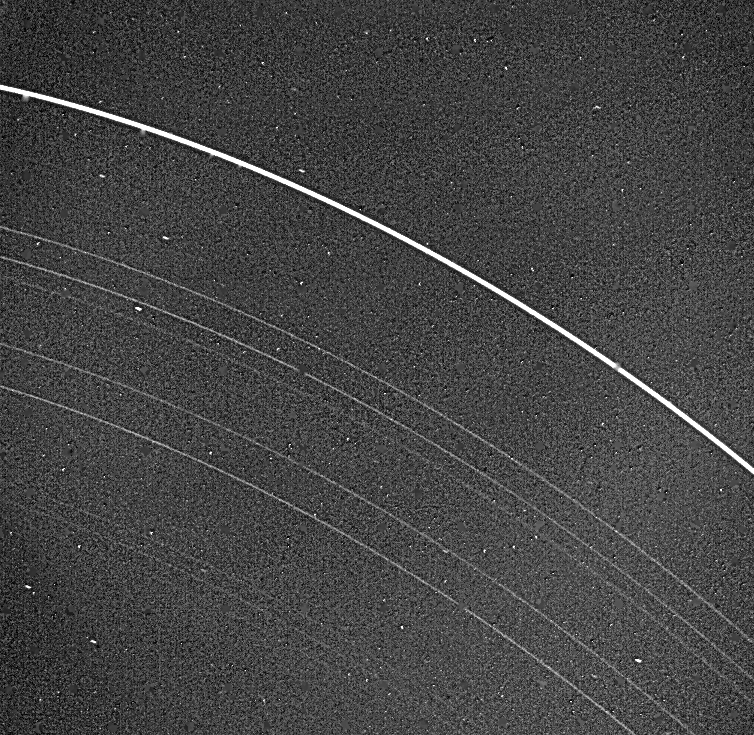
Aufnahme der Uranusringe von Voyager 2

Uranus ist wie alle Riesenplaneten im Sonnensystem von einer Menge sehr kleiner Körper und Teilchen umgeben, die den Planeten in Richtung seiner Rotation umrunden und mit ihren verschieden dicht belegten Umlaufbahnen ein System konzentrischer Ringe bilden. Diese befinden sich zumeist in der Äquatorebene des Planeten und hauptsächlich innerhalb der Roche-Grenze.
Das Ringsystem des Uranus wurde am 10. März 1977 von James L. Elliot, Edward W. Dunham und Douglas J. Mink mit dem Kuiper Airborne Observatory entdeckt. Die Entdeckung war ein Glücksfall. Sie planten die Bedeckung des Sterns SAO 158687 durch Uranus zu beobachten, um dessen Atmosphäre und Durchmesser zu untersuchen. Bei der Analyse ihrer Beobachtungen stellten sie fest, dass der Stern kurz vor und nach der eigentlichen Bedeckung zusätzlich je fünfmal kurzzeitig verschwand. Sie folgerten daraus, dass es ein Ringsystem um den Planeten geben müsse. Die Ringe wurden direkt von Voyager 2 abgelichtet, als die Sonde 1986 Uranus passierte. Es war nach Saturns Ringsystem das zweite, das im Sonnensystem entdeckt wurde.
| Ring              | Abstand der Innenkante vom … (km) | Abstand der Innenkante vom … (km) | Breite (km) |
| Ring              | Zentrum                           | Äquator                           | Breite (km) |
| Zeta (1986 U2R)   | 38.000                            | 12.440                            | 3.500       |
| 6                 | 41.840                            | 16.280                            | 1–3         |
| 5                 | 42.230                            | 16.670                            | 2–3         |
| 4                 | 42.580                            | 17.020                            | 2–3         |
| Alpha             | 44.720                            | 19.160                            | 7–12        |
| Beta              | 45.670                            | 20.110                            | 7–12        |
| Eta               | 47.190                            | 21.630                            | 0–2         |
| Gamma             | 47.630                            | 22.070                            | 1–4         |
| Delta             | 48.290                            | 22.730                            | 3–9         |
| Lambda (1986 U1R) | 50.020                            | 24.460                            | 1–2         |
| Epsilon           | 51.140                            | 25.580                            | 20–96       |
| Ny (R/2003 U 2)   | 65.400                            | 39.840                            | 3.800       |
| My (R/2003 U 1)   | 86.000                            | 60.440                            | 17.000      |

Uranus hat wie Jupiter ein sehr feines und dunkles Ringsystem. Was die Größe der Teilchen betrifft, besteht es wie bei Saturn sowohl aus groben Partikeln und Brocken mit bis zu 10 Meter Durchmesser, als auch aus feinem, aber anteilmäßig viel geringerem Staub. Im Durchschnitt sind die Teilchen größer als die der Saturnringe, in der Gesamtzahl sind sie hingegen viel weniger. Mit Voyager 2 wurde festgestellt, dass die Gesamtmasse der Uranusringe geringer ist als die Teilchenmasse in der Cassinischen Teilung der Saturnringe. Als auffallendster Unterschied zu den Gebilden der anderen Riesenplaneten sind sie zumeist schmal, jedoch scharf begrenzt und durch große scheinbare Leerräume voneinander getrennt. Nicht alle von ihnen sind kreisförmig oder liegen in der Äquatorebene des Uranus. Der hellste von ihnen – von Uranus aus der elfte – wird mit dem griechischen Buchstaben Epsilon (ε) bezeichnet. In seinem dem Planeten nächsten Bereich ist er 20 km breit und fast undurchsichtig, in seinem dem Uranus fernsten Abschnitt ist er jedoch mit 96 km fünfmal breiter und fünfmal so durchsichtig. Die innersten Monde Cordelia und Ophelia halten als Schäfermonde den dichten Epsilon-Ring von innen und außen durch ihre Gravitationswirkung zusammen.
Die zwei vom Hubble-Teleskop im Dezember 2005 zuletzt entdeckten Ringe befinden sich weit außerhalb der schon vorher bekannten elf und sind wesentlich breiter. Aufgrund ihrer großen Distanz zum Uranus werden sie das äußere Ringsystem genannt. Der größere Ring liegt in doppelt so großem Abstand zum Planeten wie die vorher bekannten Ringe. Damit sind 13 Ringe bekannt. Im April 2006 zeigten Bilder vom Keck-Observatorium die Farben der neuen Ringe: einer war blau, der andere rot.
Hubble hatte 2003 auch zwei kleine Monde erspäht, von denen einer, Mab, seinen Orbit mit dem äußersten neu entdeckten Ring teilt. Dieser Ring My (μ) zeigt seine höchste Dichte in einem Abstand von 97.700 km zum Uranuszentrum und seine Ringpartikel könnten vom Mond Mab stammen.
Die Innenkante dieses Ringes liegt 86.000 km vom Planetenzentrum entfernt, an der Umlaufbahn des Mondes Puck. Eine Besonderheit des Ringes ist ein blaues Leuchten, das bislang nur vom E-Ring des Saturn bekannt war. Jener Saturnring besteht offenbar aus sehr feinen Eiskristallen, die das Sonnenlicht reflektieren und die ihre Quelle in Geysiren auf dem Saturnmond Enceladus haben. Das stützt die Vermutung, dass die weniger als 0,1 μm großen Eispartikel des Uranusrings, die klein genug sind, um blaues Licht zu streuen, von dem sehr eishaltigen Uranusmond Mab stammen und durch Meteoriteneinschläge ins All befördert wurden.
Der weiter innen liegende Ring Ny (ν) ist von rötlicher Farbe und besteht wahrscheinlich neben kleinen auch aus größeren Komponenten als der blaue Ring. Seine höchste Dichte befindet sich in einem Abstand von 67.300 km zum Uranuszentrum. In seinem Dichtemaximum konnte noch kein Mond entdeckt werden. Die inneren Ringe des Planeten erscheinen dagegen grau.
Die Ringe des Uranus liegen anscheinend nicht genau zentrisch um den Planeten, sondern schwingen etwas um ihn. Als Ursachen dafür vermuten die Astronomen die Gravitationswirkung seiner Monde und seiner Abplattung.
Die Ringe des Uranus sind wahrscheinlich relativ jung. Spalten in ihrem Umkreis als auch Unterschiede in ihrer Trübung legen nahe, dass sie nicht mit dem Uranus entstanden. Die Materieteilchen in den Ringen könnten einmal Teile eines Mondes gewesen sein, der durch einen Einschlag mit hoher Geschwindigkeit oder durch Gezeitenkräfte zertrümmert wurde.

## Monde

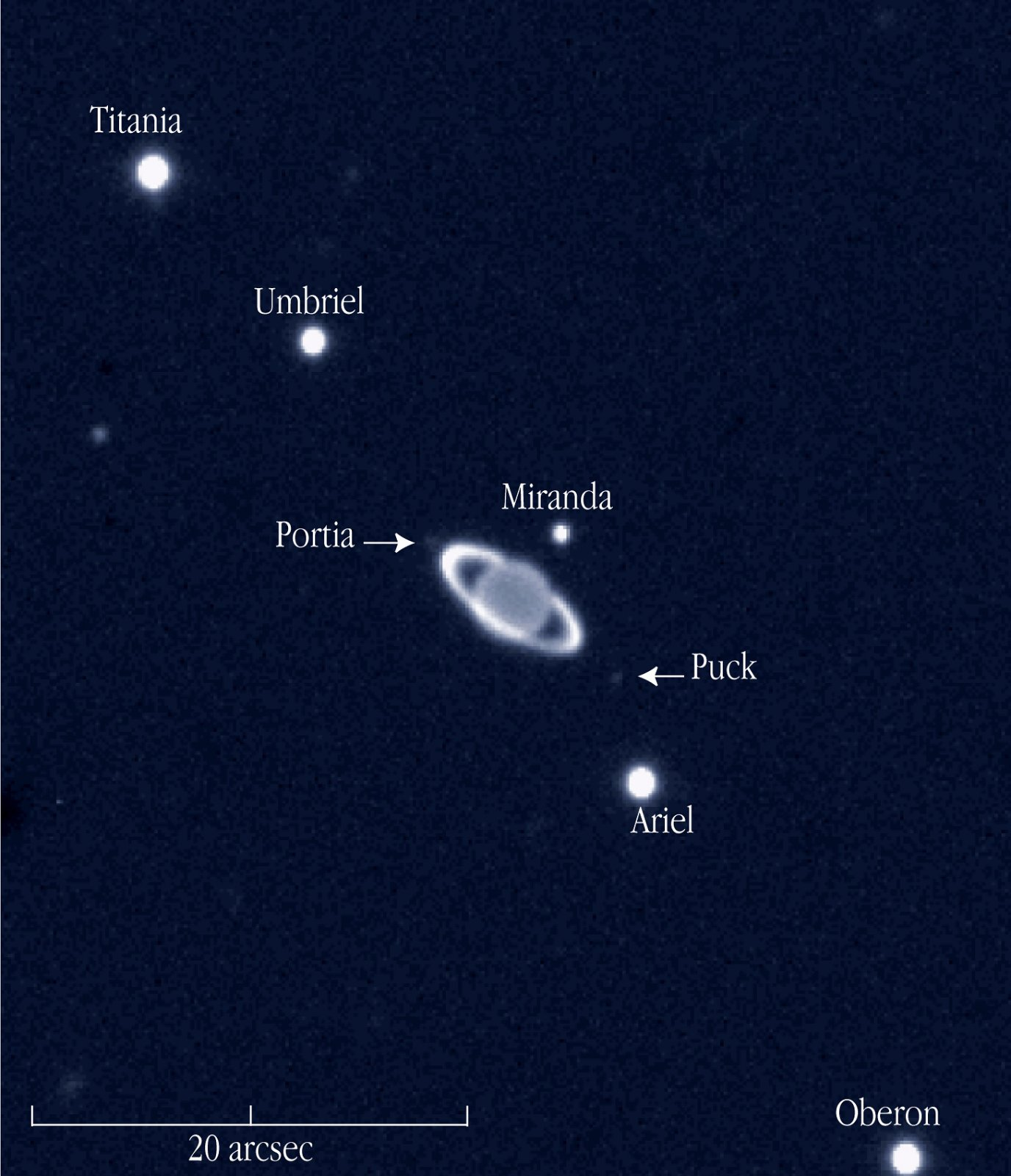
Uranus mit sieben seiner Monde im Infrarot (Paranal-Observatorium, 2002)

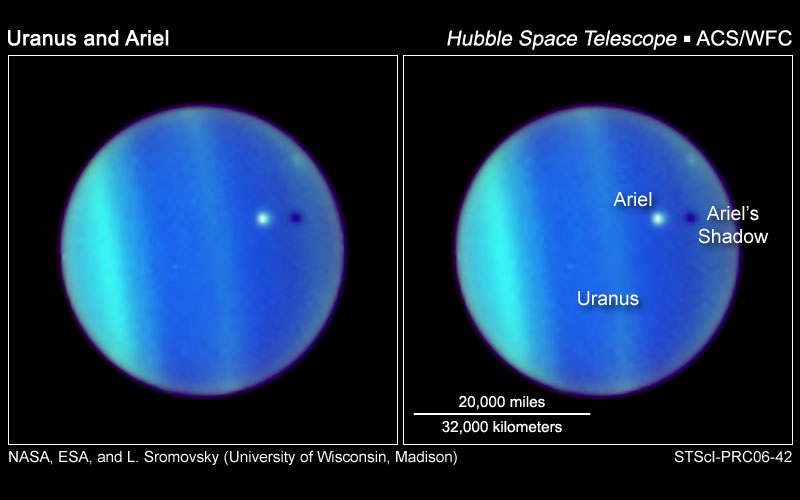
Als während der Opposition vom August 2006 die Äquatorgebiete in Richtung Sonne wiesen, konnte mit dem Hubble-Weltraumteleskop zum ersten Mal ein Durchgang eines seiner Monde (Ariel) und dessen Schattenwurf beobachtet werden.

Es sind 28 Monde des Uranus bekannt. Ihre Durchmesser liegen zwischen 10 und 1600 km. Vier von ihnen sind so groß, dass sie sich aufgrund der Masse im hydrostatischen Gleichgewicht befinden und daher die Form eines Rotationsellipsoids haben. Bei einem fünften (Miranda) ist das wahrscheinlich auch der Fall.
Die beiden ersten wurden von Wilhelm Herschel 1787 entdeckt und von seinem Sohn John Herschel nach Figuren aus Shakespeares Sommernachtstraum Titania und Oberon benannt. Zwei weitere Monde, die William Lassell 1851 entdeckte, wurden Ariel und Umbriel getauft, Gerard Kuiper entdeckte 1948 den Mond Miranda. Alle weiteren Monde von Uranus wurden ebenfalls nach Figuren von Shakespeare oder Alexander Pope benannt. Beim Vorbeiflug der Raumsonde Voyager 2 im Januar 1986 wurden zehn weitere Monde entdeckt. Der Satellit Perdita wurde später auf Bildern von Voyager 2 identifiziert. Zwei weitere kleine innere Monde wurden mit dem Hubble-Teleskop entdeckt. Bis 1997 war Uranus der einzige Riesenplanet ohne bekannte „irreguläre Monde“. Seit damals wurden mit erdgebundenen Teleskopen neun entfernte irreguläre Monde gefunden.
Die letzten Entdeckungen datieren aus dem Jahr 2003, als mit dem Hubble-Teleskop neben zwei weiteren Ringen auch zwei weitere Monde entdeckt wurden. Einer dieser beiden Monde, der den Namen Mab erhalten hat, zerbröselt vermutlich langsam unter dem ständigen Bombardement von Mikrometeoriten und bildet dadurch einen der beiden neu entdeckten Ringe. Bei dieser Gelegenheit wurde außerdem entdeckt, dass vor allem die Bahnen der dicht gedrängten inneren Monde zwischen Miranda und den Hauptringen keine stabilen Keplerbahnen sind, sondern dass die Monde auf chaotische Weise Energie und Drehimpuls austauschen. Nach in Science veröffentlichten Berechnungen könnten in wenigen Millionen Jahren einige der Monde, die sich gegenseitig mittels kreuzender Umlaufbahnen stören könnten, auf Kollisionskurs gehen.
Die Satelliten von Uranus bilden drei verschiedene Gruppen: eine planetennahe Gruppe mit kleinen Durchmessern und kreisförmigen Umlaufbahnen, eine mittlere Gruppe der fünf großen Satelliten, sowie eine äußere Gruppe von kleinen Satelliten mit sehr weiten, ausgeprägt exzentrischen und sehr stark geneigten beziehungsweise größtenteils rückläufigen Umlaufbahnen. Unter den großen Uranusmonden befindet sich jedoch keiner von der Größe der Galileischen Monde des Jupiter beziehungsweise des Saturnmondes Titan, oder auch nur des größten Neptunmondes Triton.

### Hauptmonde
Die fünf Hauptmonde sind Miranda, Ariel, Umbriel, Titania und Oberon. Das Satellitensystem des Uranus ist das masseärmste unter den Riesenplaneten. Die Gesamtmasse der fünf größten Monde zusammen ist geringer als die Hälfte des Neptunmondes Triton und entspricht etwa 13 % der des Erdmondes. Der größte Satellit, Titania, weist einen Radius von nur 788,9 km auf. Das ist weniger als die Hälfte von Triton, aber ein wenig mehr als Rhea, der zweitgrößte Mond des Saturn. Titania ist damit der achtgrößte Mond im Sonnensystem. Die Monde haben eine relativ geringe Albedo. Diese erstreckt sich von 0,20 für Umbriel bis 0,35 für Ariel. Die Monde sind eine Ansammlung aus etwa 50 % Eis und 50 % Felsen. Das Eis könnte Ammoniak und Kohlendioxid enthalten. Die thermische Trägheit ihrer Oberflächen ähnelt der von Zwergplaneten wie Pluto oder Haumea. Damit unterscheiden sie sich in ihrer Zusammensetzung und ihren Oberflächeneigenschaften von den irregulären Monden.
Unter den Monden scheint Ariel mit den wenigsten Einschlagkratern die jüngste Oberfläche zu haben, während Umbriel als der älteste erscheint. Miranda besitzt 20 Kilometer tiefe Canyons mit Verwerfungen, terrassenförmige Schichten, und eine chaotische Variation in Alter und Merkmalen der Oberflächen. Einer Hypothese nach könnte Miranda vor längerer Zeit durch einen massiven Einschlag komplett auseinander gesprengt worden sein und sich dann wieder wahllos zusammengefügt haben. Mirandas jüngste geologische Aktivität wurde vermutlich durch Hitzeentwicklung beeinflusst, hervorgerufen durch Gezeitenkräfte. Damals war die Umlaufbahn bei einer 3:1-Resonanz mit Umbriel exzentrischer als jetzt. Grabenbrüche, verbunden mit aufsteigenden Diapirs, sind anscheinend die Gründe für die ovale Erscheinungsform des Mondes. Auch Ariel hatte wahrscheinlich eine 4:1-Bahnresonanz mit Titania gebildet.

### Irreguläre Monde

Irreguläre Monde des Uranus

Irreguläre Monde sind eingefangene Satelliten in großem Abstand zum Planeten; sie weisen eine hohe Bahnneigung auf und sind oft rückläufig.
Das Diagramm illustriert die Umlaufbahnen der irregulären Monde, die bis jetzt entdeckt wurden. Die Exzentrizität der Bahnen wird durch gelbe Segmente (die den Bereich vom Perizentrum bis zum Apozentrum überstreichen) und die Inklination durch die Y-Achse dargestellt. Die Satelliten oberhalb der X-Achse bewegen sich prograd (rechtläufig), die Satelliten darunter retrograd (rückläufig). Die X-Achse ist mit Gm (Millionen km) sowie dem betreffenden Bruchteil der Hill-Sphäre beschriftet. Der gravitative Einfluss, innerhalb dessen ein Umlauf um den Planeten möglich ist, reicht bei Uranus etwa 70 Millionen km in den Raum.
Anders als bei Jupiters irregulären Satelliten kann in der bekannten Uranus-Population kein Zusammenhang zwischen Bahnradius und Inklination gefunden werden. Stattdessen können die retrograden Monde basierend auf dem Verhältnis von großer Halbachse und Exzentrizität in zwei Gruppen geteilt werden. Die innere Gruppe umfasst Monde näher bei Uranus (a < 0,15 rH) und sind mäßig exzentrisch (~ 0,2), namentlich: Francisco, Caliban, Stephano und Trinculo. Die äußere Gruppe (a > 0,15 rH) umfasst Satelliten mit hoher Exzentrizität (≈ 0,5): Sycorax, Prospero, Setebos und Ferdinand.

## Entstehung

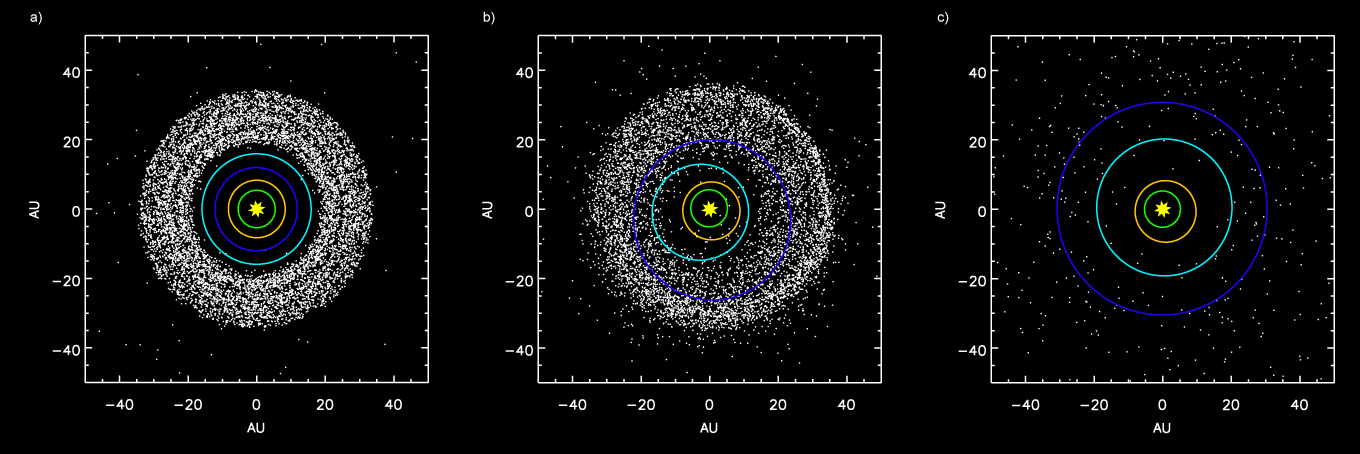
Eine Simulation nach dem Nizza-Modell, die die äußeren Planeten und den Kuipergürtel zeigt:
a) vor der Jupiter/Saturn-2:1-Resonanz, b) Zerstreuung der Objekte des Kuipergürtels in das Sonnensystem, nachdem sich die Umlaufbahn Neptuns verschoben hatte, c) nach dem Ausstoß von Objekten des Kuipergürtels durch Jupiter

Bei der Entstehung der Eisriesen erreichten sie mit ihren nur wenigen Erdmassen angesammelter Materie von Gasnebeln nie den kritischen Punkt von Jupiter und Saturn, noch mehr Materie anzuziehen. Derzeitige Theorien über die Entstehung und Bildung des Sonnensystems haben Schwierigkeiten, die Existenz von Uranus und Neptun so weit jenseits der Bahnen von Jupiter und Saturn zu erklären. Sie sind zu groß, um sich aus der Materie gebildet zu haben, die im frühen Sonnensystem in dieser Entfernung zu erwarten wäre. Vielmehr vermuten einige Wissenschaftler, dass sich Uranus und Neptun viel näher bei der Sonne geformt haben und durch den Gravitationseinfluss von Jupiter hinausgeschleudert wurden. Jedoch zeigten andere Ende der 1990er Jahre durchgeführte Simulationen unter Berücksichtigung der Planetenwanderung die Möglichkeit, dass sich Neptun und Uranus nahe ihren jetzigen Positionen formen konnten.
Nach einer anderen, auf dem Nizza-Modell aufbauenden, Theorie von 2007 sollen sich Uranus und Neptun nicht nur näher bei der Sonne gebildet haben, sondern Uranus wäre auch weiter von der Sonne entfernt als Neptun entstanden, da er leichter als Neptun ist. Später hätten die beiden Planeten die Plätze getauscht, während sie auf ihre jetzigen Umlaufbahnen gelangten.

## Beobachtung

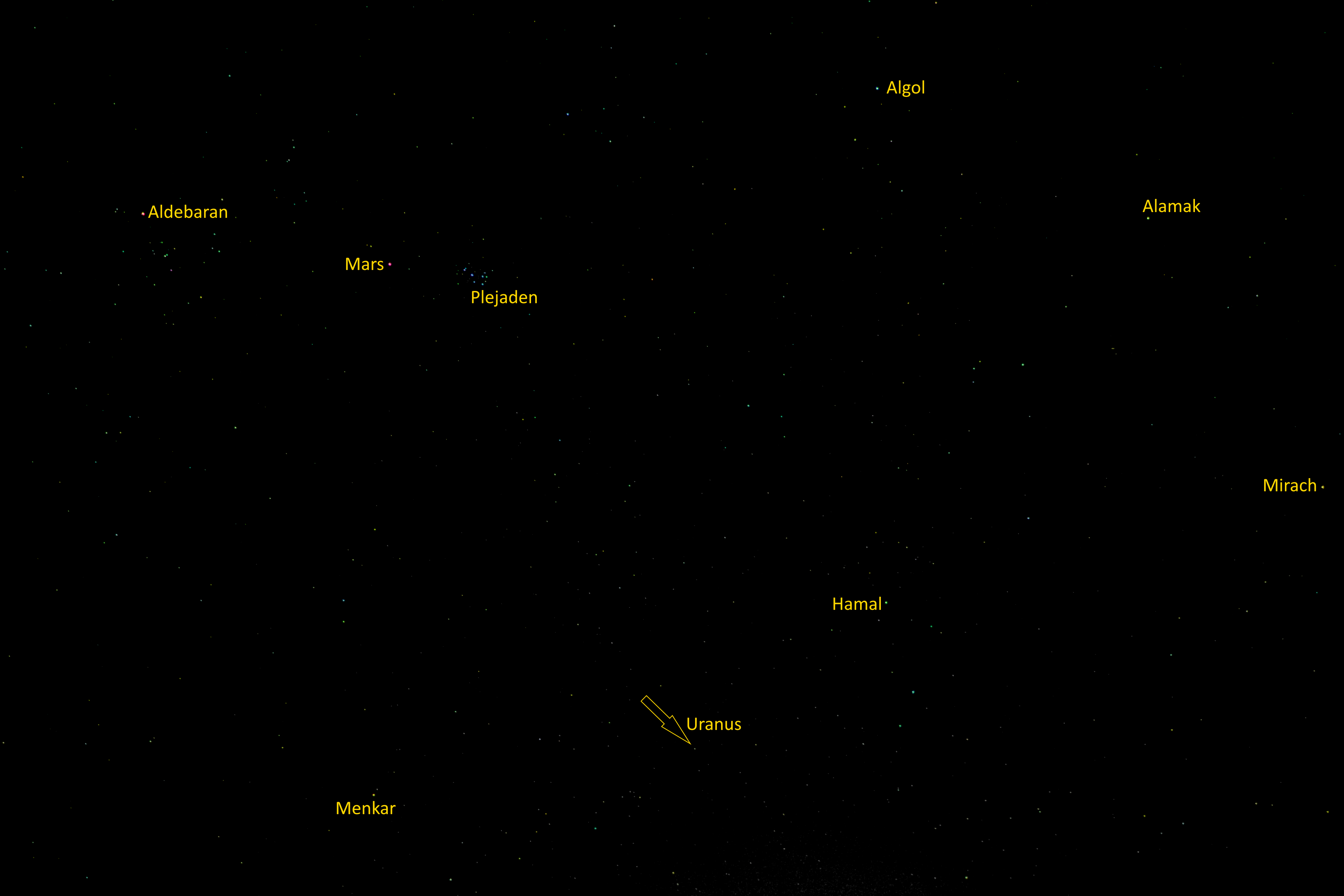
Der Uranus (unten in der Mitte) im Sternbild Widder (Aries) im Vergleich zu einigen markanten Himmelsobjekten: Oben links der Planet Mars im Goldenen Tor der Ekliptik im Sternbild Stier zwischen dem Roten Riesen Aldebaran im offenen Sternhaufen der Hyaden und dem offenen Sternhaufen der Plejaden. In der Nachbarschaft im Uhrzeigersinn die hellen Sterne, Algol, Alamak, Mirach, Hamal, Menkar.

Die scheinbare Helligkeit schwankte von 1995 bis 2006 zwischen +5,6m und +5,9m. Damit war er gerade noch mit freiem Auge sichtbar (die Grenze der Sichtbarkeit liegt bei +6,0m). Sein Winkeldurchmesser bewegt sich zwischen 3,4″ und 3,7″ (Im Vergleich: Saturn zwischen 16″ und 20″, Jupiter zwischen 32″ und 45″). Während seiner Opposition ist Uranus in klarer, dunkler Nacht unter günstigen Bedingungen theoretisch mit bloßem Auge zu sehen. Mit einem Feldstecher ist er stets leicht zu finden. In größeren Amateurteleskopen mit einem Objektivdurchmesser zwischen etwa 15 und 23 cm erscheint Uranus als eine blasse cyanfarbene Scheibe mit einer deutlichen Randverdunkelung. Mit einem leistungsfähigeren Teleskop von 25 cm oder mehr könnten auch Wolkenstrukturen und einige der größeren Monde wie Titania und Oberon zu sehen sein.

## Entdeckung
Uranus ist bei sehr guten Bedingungen freiäugig sichtbar, allerdings entspricht seine Helligkeit nur einem gerade noch erkennbaren Stern 6. Größe. Hingegen zählen alle der Sonne und der Erde näheren Planeten – von Merkur bis Saturn – mit einer Helligkeit von mindestens 1. Größe zu den auffälligsten Objekten am Himmel und sind seit dem Altertum und der Antike als Wandelsterne wohlbekannt. Auf Grund seiner langsamen Bahnbewegung blieb Uranus auch nach der Erfindung des Fernrohrs noch lange als Planet unerkannt und wurde bei vereinzelten Beobachtungen für einen Fixstern gehalten. Das tat auch John Flamsteed, der ihn 1690 als „34 Tauri“ erstmals katalogisierte, oder Tobias Mayer im Jahre 1756.

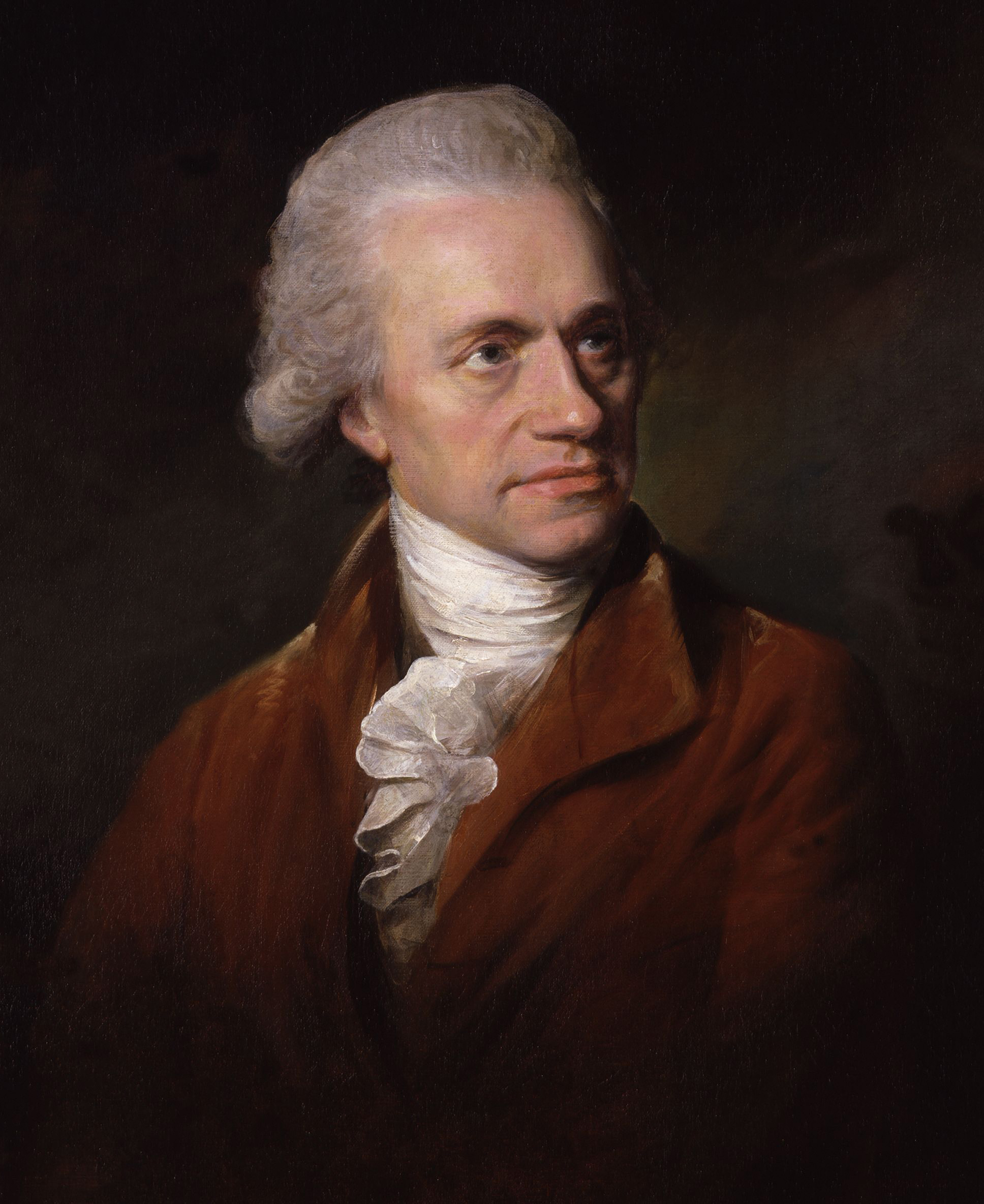
Der Musiker und Amateur-Astronom Wilhelm Herschel wurde durch seine Entdeckung des Uranus ein geadelter Berufsastronom.

Sir Friedrich Wilhelm Herschel entdeckte den Planeten zufällig am 13. März 1781 zwischen zehn und elf Uhr abends mit einem selbst gebauten 6-Zoll-Spiegelteleskop, als er von seinem Garten in der englischen Stadt Bath aus eine Himmelsdurchmusterung durchführte, um mit einer stärkeren Vergrößerung versuchsweise Fixsternparallaxen zu messen. Er hielt den sich an der Grenze zwischen den Sternbildern Stier und Zwillinge bewegenden Himmelskörper jedoch zunächst für einen Kometen, da kaum jemand daran gedacht hatte, dass es mehr als die bis dahin sechs altbekannten Planeten geben könnte. Uranus war der erste, der nicht schon in der Antike bekannt war.
Innerhalb von drei Monaten nach seiner Entdeckung erkannte die Wissenschaft Herschels Fund schließlich als neuen Planeten an. Die erste präzise Bahnbestimmung gelang dem Benediktiner Placidus Fixlmillner (1721–1791) auf der Sternwarte Kremsmünster. Die Mathematiker und Astronomen Anders Johan Lexell und Pierre-Simon Laplace hatten mit ihren Berechnungen schon bald zeigen können, dass es sich um einen Planeten handeln muss, der sich in dem 19-fachen Abstand der Erde um die Sonne bewegt. Uranus fügte sich damit genau in die vom deutschen Astronomen Johann Elert Bode veröffentlichte Titius-Bode-Reihe der Bahnradien ein, was die seit Johannes Kepler postulierte „Harmonie des Himmels“ eindrucksvoll zu bestätigen schien. Die Ausdehnung des bekannten Sonnensystems hatte sich damit verdoppelt.
Wilhelm Herschel entdeckte sechs Jahre nach dem Uranus auch dessen zwei größte und auffallendste Monde Titania und Oberon. Die große Neigung der Bahnebenen dieser und aller weiteren Uranusmonde führte durch Analogieschluss von den großen bekannten Saturn- und Jupitermonden für lange Zeit zu der begründeten, inzwischen bestätigten Vermutung, dass die Rotationsachse des Uranus den Mondbahnen entsprechend ebenfalls sehr stark geneigt sein müsse.
Die zunehmenden Abweichungen der beobachteten Positionen des Uranus von den berechneten ließen Bahnstörungen durch einen noch unbekannten weiteren Himmelskörper vermuten und führten zur gezielten Suche nach einem noch ferneren Planeten, die 1846 mit der Auffindung des Neptun erfolgreich war.

## Benennung
Mit der Entdeckung dieses Planeten begann eine über sechzig Jahre dauernde Debatte um seine Benennung. Herschel selbst benannte ihn zu Ehren des englischen Königs Georg III. Georgium Sidus – Georgs Stern. Der Jesuit und Astronom Maximilian Hell hatte Urania, den Namen der Muse der Astronomie vorgeschlagen. In Frankreich bezeichneten ihn die Astronomen als Herschel, bis Bode vorschlug, ihn nach dem griechischen Gott Uranos zu benennen. Der Name setzte sich aber erst gegen 1850 durch und wurde, entsprechend den römischen Namen der anderen Planeten, der lateinischen Schreibweise angepasst. In der römischen Mythologie ist Uranus der Vater von Saturn, der wiederum der Vater von Jupiter ist.
Dadurch wurde er der einzige Planet im Sonnensystem, der nicht direkt nach einer römischen Gottheit benannt wurde bzw. in den meisten Sprachen den Namen einer römischen Gottheit trägt. Die noch weiter entfernteren Neptun und Pluto wurden wieder nach dem bisherigen Schema benannt. Die bis dahin bekannten Planeten wurden in der Antike mit Göttern gleichgesetzt. Die Römer übernahmen die Bezeichnungen der Griechen, setzten aber ihre eigenen, den griechischen entsprechenden, Götter ein.

## Symbol
Gleich den sieben klassischen Planeten sollte dem neuen ebenfalls ein Planetenmetall zugeordnet werden, wofür das Platin in Betracht gezogen wurde. Von ihm hatte Bode das Symbol nach einem Vorschlag von Johann Gottfried Köhler als astronomisches Zeichen für Uranus entlehnt.
In dieser moderneren Zeit benannte aber 1790 der Chemiker Martin Heinrich Klaproth das von ihm im Jahr zuvor entdeckte Element „Uranium“ (heutige Bezeichnung: Uran) nach dem neuen Planeten.
In Frankreich und auch in England wurde ein Uranussymbol verwendet, das eigens entworfen worden war und mit der Initiale H auf Herschel hindeutet. In einem Brief an Herschel stellte der französische Astronom Jérôme Lalande 1784 das Symbol mit den Worten
»un globe surmonté par la première lettre de votre nom« („Eine Kugel mit dem ersten Buchstaben Ihres Namens darüber“)
vor.

## Astrologie
Das Symbol wird heute, obwohl es auf diese beiden Astronomen des 18. Jahrhunderts zurückgeht, vorwiegend in der Astrologie verwendet.
Da der Uranus als der erste sogenannten modernen Planeten erst in der Neuzeit entdeckt wurde, war er nicht in die klassische Tradition der westlichen Astrologie integriert. Man unternahm es also, geeignete Zuordnungen und Deutungen zu finden.
Die Zeit der Uranus-Entdeckung war zugleich eine Zeit großer Umwälzungen: 1776 die amerikanische Unabhängigkeitserklärung, 1783 der Sieg der USA im Unabhängigkeitskrieg und 1789 die Französische Revolution mit der nachfolgenden Umgestaltung Europas in den Napoleonischen Kriegen. Zudem ist die Umlaufperiode so lang, dass sie in der Regel nicht mit individuellem Schicksal, sondern eher mit den großen, globalen Entwicklungen in Beziehung gesetzt wird. Daher kam es, dass Uranus assoziiert wurde mit Umsturz, Revolution und nicht vorhersehbaren globalen Entwicklungen.

## Erforschung

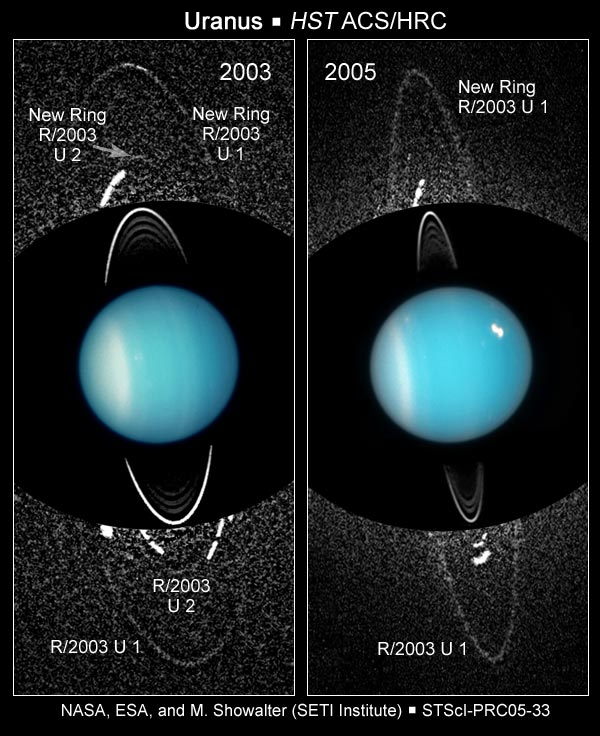
Zusammengesetzte Hubble-Aufnahmen von 2003 und 2005, mit den zwei zuletzt entdeckten, äußersten Ringen.

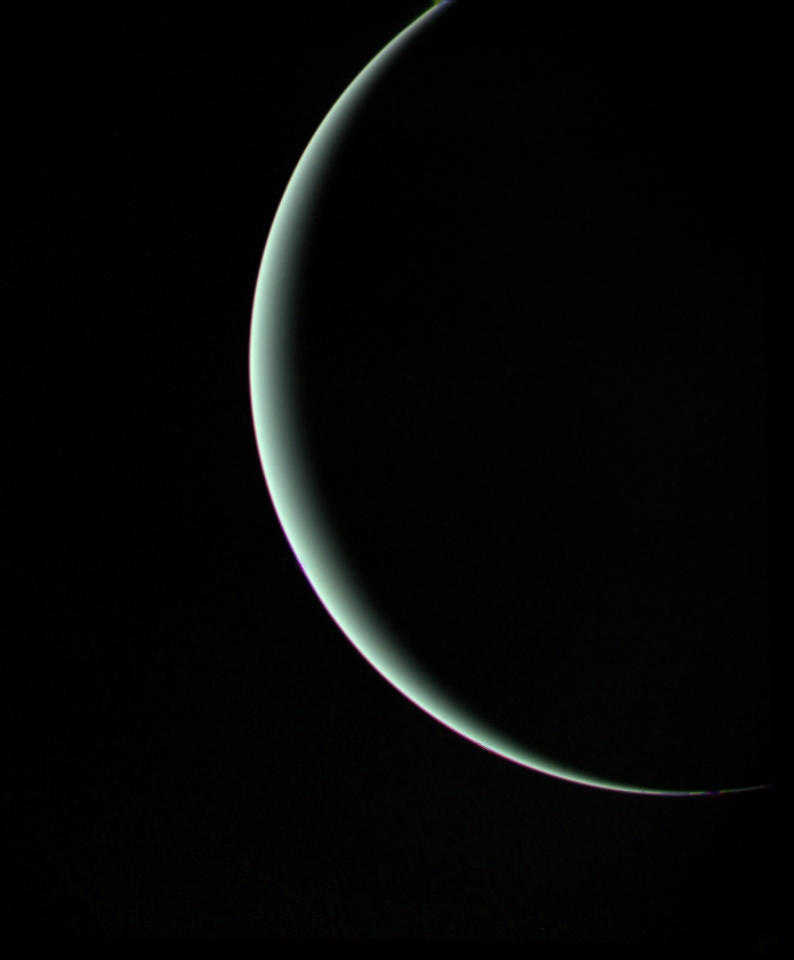
Rückblickende Aufnahme mit der von der Erde aus nicht sichtbaren Nachtseite des Uranus, von der Raumsonde Voyager 2 am 25. Januar 1986 nach der Passage

Wilhelm Herschel hatte in seinen Manuskripten von 1797 bereits einen Ring um den Uranus beschrieben, doch diese Beobachtung wurde als eine Täuschung aufgefasst. Auch nach der Entdeckung von 1977 hat niemand den historischen Aufzeichnungen getraut, da sich die Ringe viel zu lichtschwach zeigten, als dass er sie mit seinen Mitteln hätte sehen können. Bis der britische Forscher Stuart Eves die Notizen untersuchte und in den Angaben Übereinstimmungen mit der Größe, der Lage und der Farbe des Epsilon-Rings fand. Im April 2007 präsentierte er eine These, nach der die Uranusringe vor 200 Jahren heller gewesen sein können. Er begründet dies mit ähnlichen Veränderungen der Saturnringe, die diffuser und dunkler werden.
Die bisher einzige Raumsonde, die Uranus besuchte, war Voyager 2. Sie startete am 20. August 1977. Auf ihrer Grand Tour zu allen vier Riesenplaneten vollführte sie 1979 am Jupiter einen Swing-by zum Saturn, an dem sie 1981 weiteren Schwung in Richtung Uranus nahm. Den passierte sie am 24. Januar 1986 und übermittelte die meisten der heute von ihm bekannten Bilder und Daten. Ihre Signale vom Uranus – wie auch dessen reflektiertes Licht – erreichten die Erde erst nach zwei Stunden und 45 Minuten.
Während des Anfluges wurden mit der Sonde neben den inzwischen neun bekannten Ringen und fünf Monden zwei weitere Ringe und zehn neue Monde entdeckt. Der 16. Satellit wurde noch 13 Jahre später auf ihren fotografischen Aufnahmen entdeckt und konnte nach weiteren vier Jahren mit dem Weltraumteleskop Hubble bestätigt werden. Da der Uranus der Sonne während der Passage seine Südpolregion zuwandte, flog Voyager 2 zwischen die konzentrischen Bahnen seiner Monde wie durch die Kreise einer aufrechten Zielscheibe, und weil sie einen Swing-by in Richtung Neptun nehmen musste, konnte sie durch diesen Umstand nicht mehrere Uranusmonde hintereinander anfliegen. So lieferte sie hoch aufgelöste Fotos nur von Miranda, die sich als der geologisch interessanteste der fünf größeren Monde erwies. Es wurde noch das magnetische Feld, die unregelmäßige Struktur, die Neigung und seine einzigartige korkenzieherartige Verwirbelung (Magnetschweif), hervorgerufen durch die seitwärtige Bewegung von Uranus, untersucht.
Uranus befand sich im Jahr 2007 in einer seiner seltenen „Kantenstellungen“ – ein Ereignis, das nur alle 42 Jahre vorkommt. Dies gab den Forschern auch mit erdgebundenen Teleskopen besondere Gelegenheiten für Messungen. Zum einen versuchte man, Veränderungen, die durch den Wechsel der Jahreszeiten auf Uranus verursacht werden, in seiner Atmosphäre zu finden. Zum anderen kam es durch die spezielle Geometrie zu gegenseitigen Bedeckungen und Verfinsterungen der Uranusmonde. Würden diese Ereignisse gemessen, ließen sich die Bahnparameter der Monde erheblich genauer bestimmen, als es bisher der Fall war – so die Vermutung der Forscher.
Es bestehen mehrere Vorschläge für zukünftige Missionen zum Uranus, darunter Uranus-Orbiter. Von der NASA wurde eine Studie einer Uranussonde vorgestellt, die nach dem Abwurf einer Atmosphärenkapsel den Planeten und seine Monde während mehrerer Umläufe erforschen soll. Eine weitere Studie im Rahmen des New-Frontiers-Programm beschreibt einen Orbiter zur Erforschung der Uranus-Magnetosphäre. Die ESA plant eine Mission zur Erforschung der Monde, Ringe und Atmosphäre im Cosmic Vision-Programm. Ob diese Studien letztendlich in einer konkreten Mission realisiert werden, ist derzeit unklar (Stand 2021).
Die Nationale Raumfahrtbehörde Chinas plant, 2029 die Mission Tianwen-4 zu starten. Diese soll auch eine Sonde beinhalten, die Uranus 2045 erreichen und im Vorbeiflug untersuchen soll.